# Duke Erikson
Douglas "Duke" Erikson (Nebraska, 15 januari 1951) is een Amerikaanse zanger en muziekproducer.
Al op zijn 16de richtte Erikson zijn eerste band op, die het begin zou worden voor een lange carrière in de muziekindustrie. Hij studeerde kunstgeschiedenis en had verschillende baantjes om deze studie te bekostigen, zo was hij onder andere timmerman en vrachtwagenchauffeur.
Zijn eerste succes had Erikson in 1979 met zijn band Spooner waarvan hij de zanger was. met deze band maakte hij naast een ep ook twee lp's die in Amerika een bescheiden succes waren. In 1987 startte hij echter een nieuwe band met zijn zakenpartner Butch Vig. De band Firetown produceerde met een razend tempo twee lp's en zes singles in twee jaar. Na deze twee jaar valt de band uiteen en volgt een Spooner revival die zou duren tot 1993. Tegen deze tijd had Erikson samen met Butch Vig en Steve Marker het bedrijf Smart Studios opgericht. Zij produceerden onder andere het album Nevermind van Nirvana, Siamese Dream van de Smashing Pumpkins en Dirty van Sonic Youth. Alle drie waren toonaangevende albums binnen hun genre.
Sinds januari 2006 maakt Duke Erikson samen met zijn zakenpartners Butch Vig en Steve Marker en zangeres Shirley Manson deel uit van de rockband Garbage
- Library of Congress Control Number: no2017074832
- MusicBrainz: 1eac2b4a-ec7c-4a10-9eaa-b3fb145b052b
- Nationale Bibliotheek van Tsjechië: js20051017085
- Virtual International Authority File: 84240512
- WorldCat: E39PBJkXrvDHTg9gk8fXyRHgrq